# اتاق سرا (مقاطعة كلاردشت)
اتاق‌سرا (بالفارسية: اطاق‌سرا) هي قرية تقع في قسم كلاردشت الغربي الريفي (مقاطعة كلاردشت) في إيران.